# 维约港
维约港（法語：Vieux-Port，法語發音：[vjø pɔʁ]，意为“旧港”）是法国厄尔省的一个市镇，属于贝尔奈区。

## 地理
维约港（49°25'33"N, 0°36'27"E）面积0.57 平方千米，位于法国诺曼底大区厄尔省，该省份为法国北部内陆省份，北起滨海塞纳省，西接奧恩省和卡爾瓦多斯省，南至厄尔-卢瓦省，东临瓦兹省、瓦兹河谷省和伊夫林省。
与维约港接壤的市镇（或旧市镇、城区）包括：珀蒂维尔、艾济耶、特鲁维尔拉欧勒。

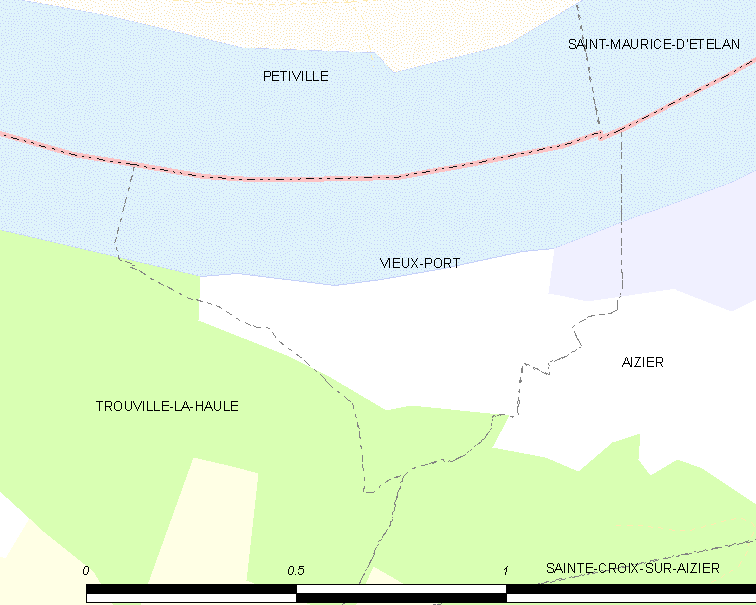
维约港的OSM定位图

维约港的时区为UTC+01:00、UTC+02:00（夏令时）。

## 行政
维约港的邮政编码为27680，INSEE市镇编码为27686。

## 政治
维约港所属的省级选区为阿沙尔堡县。

## 人口

1962-2008年间维约港人口变化图示

维约港于2022年1月1日时的人口数量为50人。